# Серпокрылые моли
Серпокрылые моли (лат. Plutellidae) — семейство бабочек.

## Описание
Бабочки средней величины с размахом крыльев 13—30 мм. Голова с плотно прижатыми чешуйками на лбу и торчащими в виде пучка на темени. Глазки присутствуют. Усики нитевидные и превышают половину длину переднего крыла. Челюстные щуп. 4-члениковые. Губные щупики направлены вперёд, 2-й членик может быть со щёткой волосовидных чешуек, 3-й членик часто шиловидный и загнут вверх. Крылья вытянутые, иногда с серповидно загнутой вершиной.

## Экология
Бабочки в спокойном состоянии сидят параллельно субстрату с вытянутыми вперёд усиками. Гусеницы веретеновидные, сначала живут в минах, затем открыто на листьях, оплетённых шелковинками. Ряд видов повреждает сельскохозяйственные культуры. Окукливаются в сетчатом коконе. Некоторые виды (например капустная моль) являются вредителями культурных растений.

## Классификация
В мировой фауне 150 видов из 48 родов. В России и сопредельных странах 6 родов и 18 видов.

### Некоторые роды
- Acrolepia
- Acrolepiopsis
- Digitivalva
- Eidophasia
- Plutella